# Kaliszky Sándor
Kaliszky Sándor (Diósgyőr, 1927. június 15. – Budapest, 2016. április 10.) Széchenyi-díjas magyar építőmérnök, egyetemi tanár, a Magyar Tudományos Akadémia rendes tagja. Az építésmechanika, a szilárdságtan és a képlékenységtan neves kutatója. 1986 és 2001 között az udinei Mechanikai Tudományok Nemzetközi Központja rektora.

## Életpályája
1946-ban kezdte meg egyetemi tanulmányait a Budapesti Műszaki Egyetemen, ahol 1950-ben szerzett építőmérnök diplomát. 1962-ben védte meg műszaki doktori disszertációját. Diplomájának megszerzése után az egyetem Építőmérnöki Karának Mechanika Tanszékén kapott tanársegédi állást. 1953-ban átment az Építéstudományi Intézetbe, ahol 1955-ig dolgozott tudományos munkatársként. Ekkor visszatért az egyetemre, ahol adjunktusi kinevezést kapott. 1963-tól docensként dolgozott a tanszéken, majd 1969-ben átvette egyetemi tanári kinevezését. 1971-ben a mechanika tanszék (később tartószerkezetek mechanikája tanszék) vezetője lett, amely tisztségében többször megerősítették. A tanszéket 1993-ig vezette. 1998-ban professor emeritusi címet kapott. 1967 és 1973 között az Építőmérnöki Kar dékánhelyettese volt. Oktatói pályafutása mellett számos külföldi intézményben oktatott és kutatott: Southamptoni Egyetem (Nagy-Britannia, 1964–1965), Monash Egyetem, Melbourne (1973), Wisconsin-Milwaukee Egyetem (1980–1981, 1984–1985). 1986-ban az udinei központú Mechanikai Tudományok Nemzetközi Központjának rezidens rektorává választották, amely tisztséget egészen 2001-ig töltött be.
1961-ben védte meg a műszaki tudományok kandidátusi, 1967-ben akadémiai doktori értekezését. Az MTA Szilárd Testek Mechanikája Bizottságának lett tagja, 1990-ben választották meg a Magyar Tudományos Akadémia levelező, 1995-ben rendes tagjává. 1993 és 1996 között az MTA Műszaki Mechanikai Kutatócsoportjának vezetője volt. Emellett a Nemzetközi Elméleti és Alkalmazott Mechanikai Szövetség (IUTAM) magyar nemzeti bizottságának elnökévé választották, valamint a Nemzetközi Híd- és Szerkezetműszaki Társaság (IABSE) és a Nemzetközi Tudományos Szövetségek Tanácsa (ICSU) magyar nemzeti bizottságába is bekerült. Az Építés-Építéstudomány, a Structural Optimization és a Journal of Mechanics of Structures and Machines című tudományos szakfolyóiratok szerkesztőbizottságában is aktívan dolgozott, emellett részt vett az Advances in Mechanics és az Applied Mechanics Reviews munkájában.

## Munkássága
Kutatási területei a vasbetonlemezek képlékeny tervezése, határállapot- és beállásvizsgálata, az optimális tervezés, a képlékeny szerkezetek dinamikus vizsgálata, a talaj és a szerkezet kölcsönhatása, valamint a nagypaneles épületek vizsgálata.
Jelentősebb eredményeit a dinamikai feladatok megoldására kidolgozott módszereivel érte el a képlékenységtan területén, valamint különböző tartószerkezetek és kontinuumok dinamikus képlékeny viselkedésének hirtelen fellépő terhelések hatásárára vonatkozó kutatásai terén. Foglalkozott még a tartószerkezetek beállásvizsgálatával és topológiai optimalizálásával is. Új számítási modelleket, módszereket és számítógépes programokat dolgozott ki és alkalmazott egyes ipari feladatok megoldására.
Több mint százötven tudományos publikáció szerzője vagy társszerzője, ebből hat könyv és tizenhárom könyvfejezet. Munkáit elsősorban magyar, angol és német nyelven adta közre.

## Díjai, elismerései
- Akadémiai Díj (1966)
- a Budapesti Műszaki Egyetem Emlékérme (1993)
- a Krakkói Egyetem Aranyérme (1995)
- a Liége-i Egyetem Érme (1995)
- Szent-Györgyi Albert-díj (1997)
- Ipolyi Arnold tudományfejlesztési díj (1997, OTKA)
- Széchenyi-díj (1998) – A képlékenységtan, különösen a nemlineáris anyagú tartószerkezetek statikája, dinamikája és stabilitásvizsgálata terén elért nemzetközi szintű kutatási eredményeiért, valamint csaknem fél évszázados iskolateremtő, oktatási tevékenységéért.

## Főbb publikációi
- On the Optimum Design of Reinforced Structures (1962)
- Vasbetonlemezek méretezése a képlékenységtan szerint (1967)
- Approximate Solutions for Impulsively Loaded Inelastic Structures and Continua (1970)
- Képlékenységtan (1975, németül 1984)
- Analysis of Structures with Conditional Joints (1978)
- Panelvázas szerkezetek vizsgálata gázrobbanás esetén (1986)
- Plasticity. Theory and Engineering Applications (1989)
- Multiconstraint Optimization of Elastoplastic Structures Subjected to Static and Dynamic Loads (1990)
- Szilárdságtan (társszerző, 1990)
- Elastoplastic Analysis With Limited Plastic Deformations and Displacements (1996)
- Képlékenységtan és matematikai programozás (1996)
- Topology Optimization of Plastic Disks (társszerző, 2000)
- Layout and Shape Optimization of Elastoplastic Disks with Bounds on Deformation and Displacement (társszerző, 2002)
- Plastic Behaviour and Stability Constraints in the Shakedown Analysis and Optimal Design of Trusses (társszerző, 2002)
- Optimal Design of Elasto-Plastic Structures Subjected to Normal and Extreme Loads (társszerző, 2006)